# Castillo de Zólochiv
El castillo de Zólochiv (en ucraniano: Золочівський замок; en polaco: Zamek w Złoczowie) es un castillo en la ciudad de Zólochiv del óblast de Leópolis, Ucrania.

## Historia
La fortaleza rectangular fue construida aproximadamente en 1634 por Jakub Sobieski con el trabajo de los esclavos tártaros de Crimea. El castillo consta de paredes sólidas con un estilo barroco holandés, vigente en aquel momento, con cuatro torres pentagonales en cada esquina, y el llamado "Grand Palace". El palacio Chino, una diminuta rotonda de color malva flanqueada por alas de una sola planta, se añadió más adelante en el siglo como regalo de Juan III Sobieski a su esposa francesa, la reina María.
En 1918-1919, durante la guerra polaco-ucraniana, el castillo se convirtió en una prisión murieron varias docenas de polacos, incluido el poeta Ludwik Wolski.
Miles de personas pertenecientes a la fe judía fueron sacadas de Zólochiv y asesinadas por los alemanes al estallar la operación Barbarroja. Después del 22 de junio de 1941, antes de retirarse de la ciudad, el NKVD fusiló a entre 649 y 752 y, según otras fuentes, a entre 650 y 720 prisioneros.

## Arquitectura

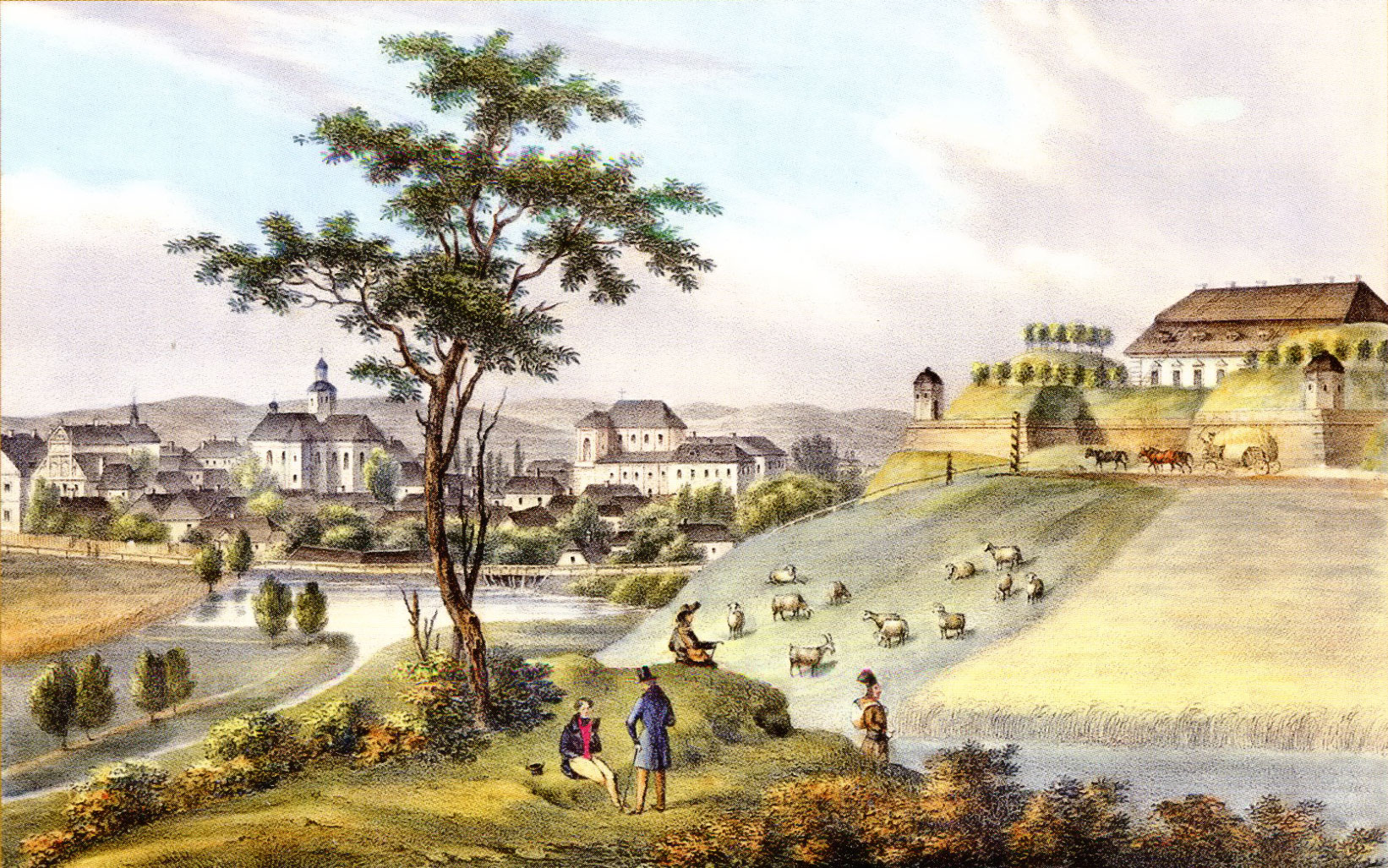
Paisaje del castillo de Zólochiv, por Karol Auer.

Las estructuras defensivas del castillo de Zólochiv son murallas, baluartes, una torre de entrada, un puente y un revellín. Desde su fundación se han conservado las murallas, los baluartes y, en parte, la puerta, y se han reconstruido el revellín y el puente. En el patio del castillo sólo han sobrevivido hasta el día de hoy el Palacio Chino, el Gran Palacio Residencial y la torre de la puerta, que fue reconstruida significativamente a finales del siglo XIX.
El Gran Palacio Residencial del castillo de Zólochiv es un edificio de dos plantas de 72x22 m con sótanos. Durante el proceso de restauración se recreó la distribución de las habitaciones, se encontraron seis sanitarios de principios del siglo XVIII, un pasadizo secreto y tuberías. De los portales de las puertas interiores, uno se conserva íntegro en el primer piso y dos en ruinas en el segundo piso.
El Palacio Chino en el castillo de Zólochiv es una rotonda puntiaguda de dos pisos con extensiones laterales de un piso. En un principio era una galería circular con ocho columnas en el lateral de la fachada principal y un balcón a su alrededor. En el siglo XVIII se completaron ampliaciones laterales y el edificio pasó a llamarse Palacio Chino. Se conservan los relieves sobre las puertas y ventanas del segundo piso de la rotonda.